# Ибянский, Николай Болеславович
Николай Болеславович Ибянский (15 октября 1897 года, село Солоки, ныне Зарасайский район, Утенский уезд, Литва — 6 декабря 1953 года, Харьков) — советский военный деятель, Генерал-лейтенант (11 мая 1949 года).

## Начальная биография
Николай Болеславович Ибянский родился 15 октября 1897 года в селе Солоки Солкской волости Новоалександровского уезда Ковенской губернии (ныне Зарасайского района Утенского уезда Литвы).

## Военная служба

### Первая мировая и гражданская войны
В мае 1916 года был призван в ряды Русской императорской армии, после чего был направлен химиком-инструктором на Западный фронт. В декабре 1917 года в чине рядового был демобилизован из рядов армии, после чего работал на должности уполномоченного комиссара 2-го участка милиции Царицына.
В октябре 1918 года вступил в ряды РККА, после чего был направлен рядовым в отряд добровольцев-работников милиции и принимал участие в боевых действиях на Царицынском фронте.
В марте 1919 года был направлен на учёбу на Царицынские, а в июле — на Саратовские командные курсы, после окончания которых с марта 1920 года исполнял должность командира роты военно-хозяйственных курсов, дислоцированных в Саратове и Ставрополе. Находясь на этой должности, Ибянский принимал участие в боевых действиях на Южном фронте. В июле 1920 года был назначен на должность военкома особой группы 15-й армии, а в августе того же года — на должность командира роты и батальона 39-го стрелкового полка (5-я стрелковая дивизия), находясь на которых, принимал участие в ходе боевых действий во время советско-польской войны.

### Межвоенное время
С октября 1920 года находился на лечении в госпитале по болезни и после выздоровления служил в составе 18-й стрелковой бригады на должностях начальника сапёрной команды 53-го стрелкового полка, помощника командира и командира роты, командира батальона и временно исполняющего должность командира 52-го стрелкового полка.
В марте 1924 года был назначен на должность командира батальона 50-го стрелкового полка (17-я стрелковая дивизия, Московский военный округ), дислоцированного в Рязани. В 1925 году закончил Ивановские курсы усовершенствования командного состава и в мае 1929 года был назначен на должность помощника командира по строевой части 51-го стрелкового полка, дислоцированного в Арзамасе, в мае 1932 года — на должность начальника учебного центра 3-го стрелкового корпуса, дислоцированного в Иванове, в мае 1937 года — на должность начальника Ивановских курсов усовершенствования командного состава запаса, а в феврале 1940 года — на должность командира 201-го стрелкового полка (84-я стрелковая дивизия), после чего принимал участие в ходе советско-финской войны. В июле 1940 года дивизия была преобразована в 84-ю мотострелковую, после чего была включена в состав 3-го механизированного корпуса (Прибалтийский военный округ).

### Великая Отечественная война
С началом войны полк под командованием Ибянского принимал участие в ходе приграничных сражений в составе Северо-Западного фронта, ведя тяжёлые оборонительные боевые действия на каунасском и двинском направлениях, в ходе которых полк понёс большие потери и вскоре отступал в условиях окружения через Литву и Белоруссию.
В ноябре 1941 года Ибянский был назначен на должность командира 325-й стрелковой дивизии (10-я армия, резерв Ставки Верховного Главнокомандования), которая в декабре того же года была передана в состав Западного фронта, после чего принимала участие в ходе контрнаступления под Москвой, а также в освобождении Мещовска и Мосальска и оборонительных боевых действиях в районе Кирова (Калужская область). За успешные боевые действия в ходе этих наступательных операций 325-я стрелковая дивизия была преобразована в 90-ю гвардейскую, а её командиру полковнику Николаю Болеславовичу Ибянскому было присвоено звание генерал-майора с награждением вторым орденом Красного Знамени.
В марте 1943 года Ибянский был назначен на должность командира 22-го гвардейского стрелкового корпуса, который принимал участие в ходе Курской битвы, а также в Невельской и Городокской наступательных операциях. В том же году вступил в ряды ВКП(б). В мае 1944 года был назначен на должность командира 92-го стрелкового корпуса, принимавшего участие в ходе Витебско-Оршанской, Полоцкой, Шяуляйской и Мемельской наступательных операций, а также в освобождении Витебска, Мемеля и других. В апреле 1945 года был назначен на должность командира 7-го гвардейского стрелкового корпуса, принимавшего участие в ходе боевых действий против курляндской группировки противника, а также в освобождении города Салдус.

### Послевоенная карьера
После окончания войны до января 1946 года продолжал командовать корпусом (с июля 1945 года — в Ленинградском военном округе).
В 1947 году закончил высшие академические курсы при Высшей военной академии имени К. Е. Ворошилова. С 4 апреля 1947 по 14 марта 1950 года — командир 29-го стрелкового корпуса (в июле 1949 года корпус преобразован в горнострелковый) Северо-Кавказского военного округа. В марте 1950 года был назначен на должность помощника командующего войсками Донбасского района ПВО.
22 мая 1953 года вышел в отставку.
Умер 6 декабря 1953 года в Харькове. Похоронен на Городском кладбище № 3 Харькова.

## Отзывы
Не могу не сказать о её командире Николае Болеславовиче Ибянском. Этого вдумчивого офицера отличало хорошее знание тактики, глубокое понимание природы общевойскового боя, сильная воля и твердый характер, предельная немногословность и скромность, граничащая с замкнутостью.— Голиков Ф. И. «В Московской битве» — М.: «Наука», 1967.

## Награды
- Орден Ленина;
- Пять орденов Красного Знамени;
- Орден Кутузова 2 степени;
- Медали.

## Воинские звания
- Генерал-майор (21 июля 1942 года);
- Генерал-лейтенант (11 мая 1949 года).

## Память
- В Мосальске в честь генерал-лейтенанта Николая Болеславовича Ибянского названа улица (ул. Генерала Ибянского).
- В мае 2021 года бюст Николая Ибянского установлен в городе Чебаркуль Челябинской области, возле штаба 90-й гвардейской танковой Витебско-Новгородской дважды Краснознамённой дивизии[2].